# Triumph Rocket III
Triumph Rocket III – trzy cylindrowy motocykl muscle bike produkowany przez firmę Triumph Motorcycles Ltd od 2004 roku. Nazwa ROCKET III odnosi się do motocykla BSA z 1968 roku, który był także produkowany jako Triumph Trident.

## Historia
Projekt motocykla Triumph Rocket III rozpoczął się w 1998 i kierowany był przez Rossa Clifforda. Projektowi towarzyszyło wiele badań zwłaszcza w USA gdzie duże cruisery jak Harley-Davidson Ultraglide i Honda Gold Wing sprzedawały się bardzo dobrze. W związku z tym padła idea stworzenia mocnego cruisera z silnikiem pojemności 1600ccm.
Głównym projektantem motocykla był John Mockett, który zaprojektował Hesketh V1000, Triumph Tiger i Triumph Bonneville. Podjął on współpracę z Davidem Stride, Garethem Davies i Rodem Scivyer przy projektowaniu rzędowego trzycylindrowego silnika. Początkowo rozpatrywano koncepcję silnika czterocylindrowego rzędowego oraz V6 jednak finalnie postawiono na rzędowy trzycylindrowy silnik usadowiony wzdłużnie a projekt otrzymał nazwę kodową C15XB Seria S1.
Mockett eksperymentował z futurystyczną stylistyką, w skład której wchodziły tłumiki wydechowe typu „raygun” i duży chromowany tylny błotnik, ale konsumenckiej grupie testowej nie podobał się ten pomysł. Model S2 był uproszczoną wersją z bardziej tradycyjnym tylnym błotnikiem i kilkoma zmianami, które miały doprowadzić do powstania ostatecznej wersji motocykla.
Po raz kolejny opinia z badań rynkowych pokazała, że wygląd wciąż był zbyt radykalny, więc linie zostały uproszczone i wygładzone, aby stworzyć serię S3.
Jednym z powodów, dla których projekt utrzymywano w tajemnicy była konkurencja ze strony innych producentów. Yamaha wyprodukowała w 2002 roku Road Star Warrior o pojemności 1670 ccm, a Honda VTX1800 w związku z czym Triumph postanowił wyprzedzić konkurencję i zdecydował się na użycie silnika o pojemności 2294 ccm.
Pierwszy silnik został zbudowany latem 2002 roku i testowany jesienią. Podwójne membrany motylkowe przepustnicy na każdą z gardzieli pozwoliły ECU na polepszenie przepływu mieszanki a mapy zapłonowe były zależne od wybranego biegu i prędkości. Podwójne świece zapłonowe na każdy z cylindrów oraz wielowtrysk projektu Marka Jennera (projektanta układu paliwowego i zapłonowego) pozwoliła Triumpowi na spełnienie normy spalania EURO IV. Krzywa momentu obrotowego jest modyfikowana dla każdego z biegów co umożliwiło uzyskanie 90% momentu obrotowego już przy 2000 obr./min. Zapewniło to dużą elastyczność potrzebną projektantom. 1500 watowy rozrusznik posiadał większą moc niż silniki w pierwszych motocyklach Triumpha „Seigfried Bettmanns” z 1902, które cechowała moc 1.75 KM, czyli 1300W.
Prototyp o oznaczeniu S3 posiadał już wygląd finalny. Zastosowano dużą stalową ramę rurową projektu Jamesa Colbrooka. Andy Earnshaw był odpowiedzialny za projekt skrzyni biegów i wału napędowego dla specyficznego tylnego koła: 240/50ZR16. Hamulce przednie z Daytony 955i wyposażone w dwutłoczkowe zaciski współpracowały z pływającymi tarczami średnicy 320 mm natomiast hamulec tylny zaprojektowany specjalnie dla tego modelu współpracował z tarczą o średnicy 316 mm. Przód motocykla osadzona na odwróconym zawieszeniu przednim średnicy 43 mm.
W roku 2003 po przeprowadzeniu badań rynkowych, prototyp przemianowano na Rocket, po przeprowadzeniu badań rynkowych, kontynuując tradycję motocykla BSA Rocket 3/Triumph Trident. Motocykl zaprezentowano 20 sierpnia 2003 w San Antonio w Teksasie natomiast europejska premiera odbyła się na International Motorcycle Show w Mediolanie we Włoszech 16 września 2003. Po rozpoczęciu sprzedaży w Wielkiej Brytanii na wiosnę 2004 motocykl został okrzyknięty Maszyną Roku przez Motor Cycle News na NEC Motorcycle Show. Australijska prezentacja odbyła się w sierpniu 2004 w Sydney gdzie zaliczki wpłaciło 230 klientów jeszcze przed sprowadzeniom motocykla do kraju.

## Odbiór

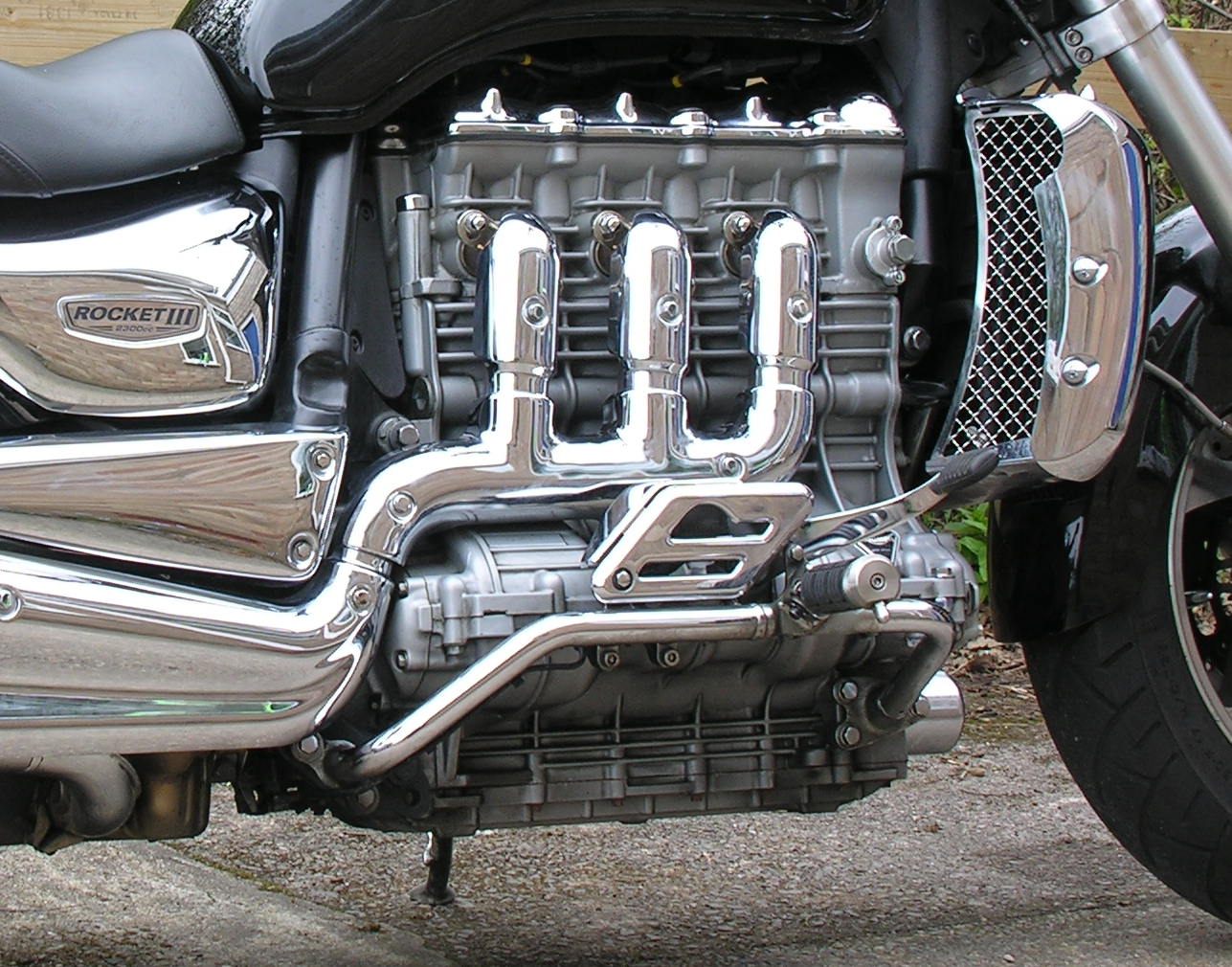
Silnik Triumph Rocket III

Pomimo szeroko zakrojonych badań rynkowych, Rocket III miał trudności ze znalezieniem swojej niszy. Początkowo zamierzano wejść na amerykański rynek cruiserów gdzie Triumph walczył o uznanie wśród tradycjonalistów jeżdżących na Harley-Davidsonach gdzie dopiero co pojawił się Harley-Davidson V-Rod Thunderbird z 2009 r. z powodzeniem konkurował z motocyklami Harley-Davidson.
Triumph Rocket III skupił na sobie uwagę na rynku muscle bike’ów i streetfighter’ów, gdzie Yamaha VMAX odnoósał sukces podczas gdy Rocket III Touring wszedł na rynek dużych maszyn turystycznych „Motor Cycle News” stwierdziło: „To największy i najtwardszy motocykl jaki można kupić. Triumph Rocket III to niesamowite doświadczenie i brawa dla Triumpha za stworzenie go. Porównywanie Rocket III do Harleya to złodziejstwo. Lepiej hamuje jest szybszy lepiej się prowadzi i jest Brytyjski. Wartości motocykli z drugiej ręki pozostanie wysoka, a przy przebiegach rzędu 3–4 tys. mil rocznie nie doprowadzi do tak szybkiej utraty wartości jak w przypadku Harleya”.

## Modele

### Rocket III
Model zaprezentowany w 2004. Wygląd motocykla odpowiadał przedprodukcyjnej wersji motocykla z wdrożonymi niewielkimi zmianami jak zmiana koloru silnika ze srebrnego na czarny. Motocykl otrzymał wiele nagród jak Motocykl roku 2004 magazynu Motorcycle Cruiser, Motocykl roku 2004 magazynu Motorcyclist czy Motocykl roku 2005 magazynu Cruising ride. Model ten jest eksponatem w UK National Motorcycle Museum.

### Rocket III Classic
Model zaprezentowany w 2006 będący klasyczną wersją motocykla. W odróżnieniu od oryginału posiadał inne podnóżki, tłumiki wydechowe i kierownicę. Dodano możliwość wyboru większej liczby wariantów kolorystycnych oraz zmieniono siedzenie na bardziej komfortowe.

### Rocket III Roadster

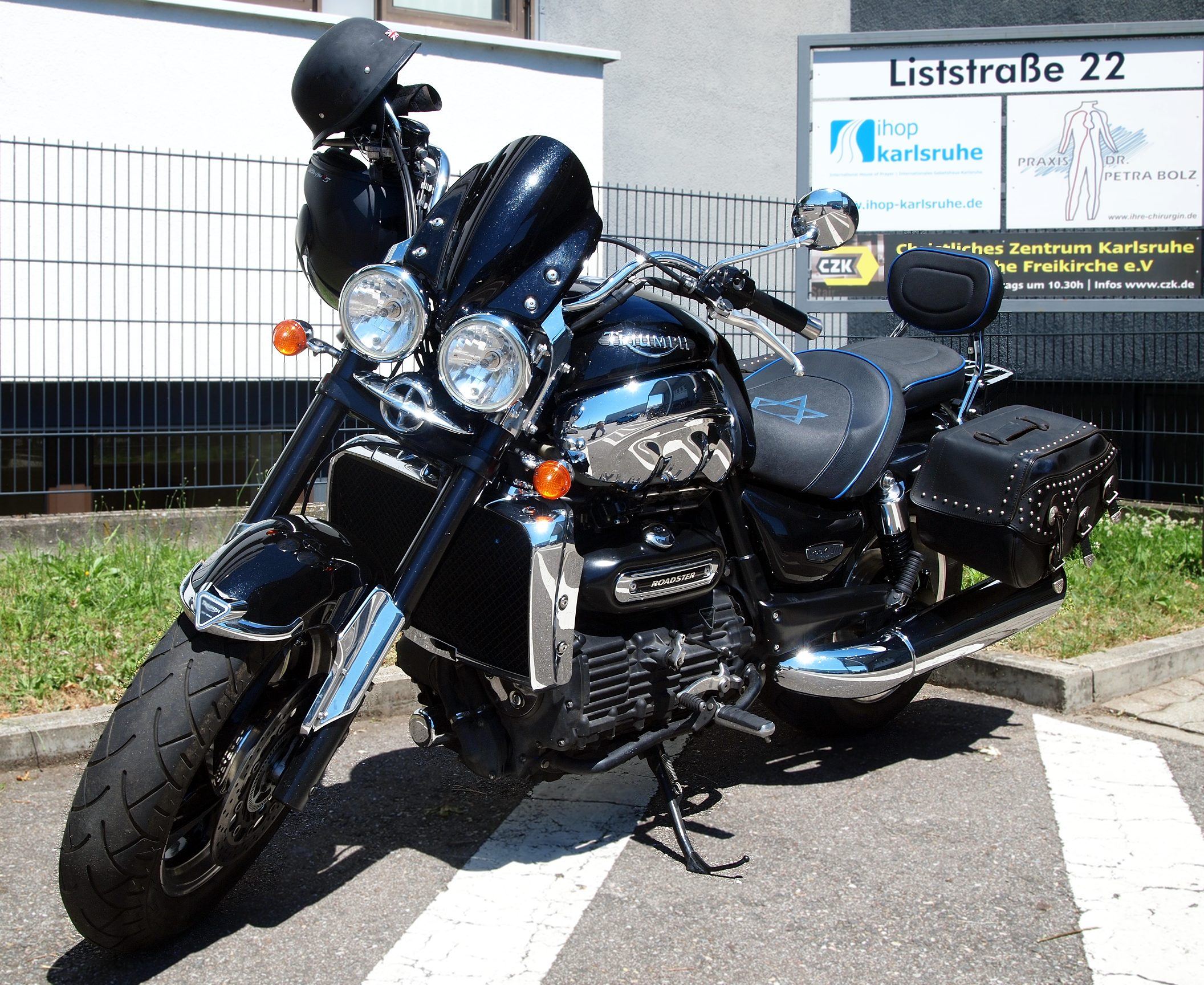
Triumph Rocket III Roadster

Wersja motocykla z roku 2010 będąca najmocniejszą z rodziny. Silnik otrzymał moc 148 KM oraz moment obrotowy 221 Nm. Motocykl wyposażono w dwa tłumiki wydechowe po jednym na każdej ze stron w przeciwieństwie do standardowego układu 2in1.
Motocykl nazywano „The ultimate muscle streetfigther”.

### Rocket III Tourer
Edycja limitowana motocykla wypuszczona na rynek w 2007 roku. Rocket III Tourer był wersją Classic doposażoną fabrycznie w przednią szybę, oparcie dla pasażera, bagażnik oraz sakwy boczne. W odróżnieniu od poprzednich wersji motocykl posiadał dwu kolorowe malowanie.

### Rocket III Touring

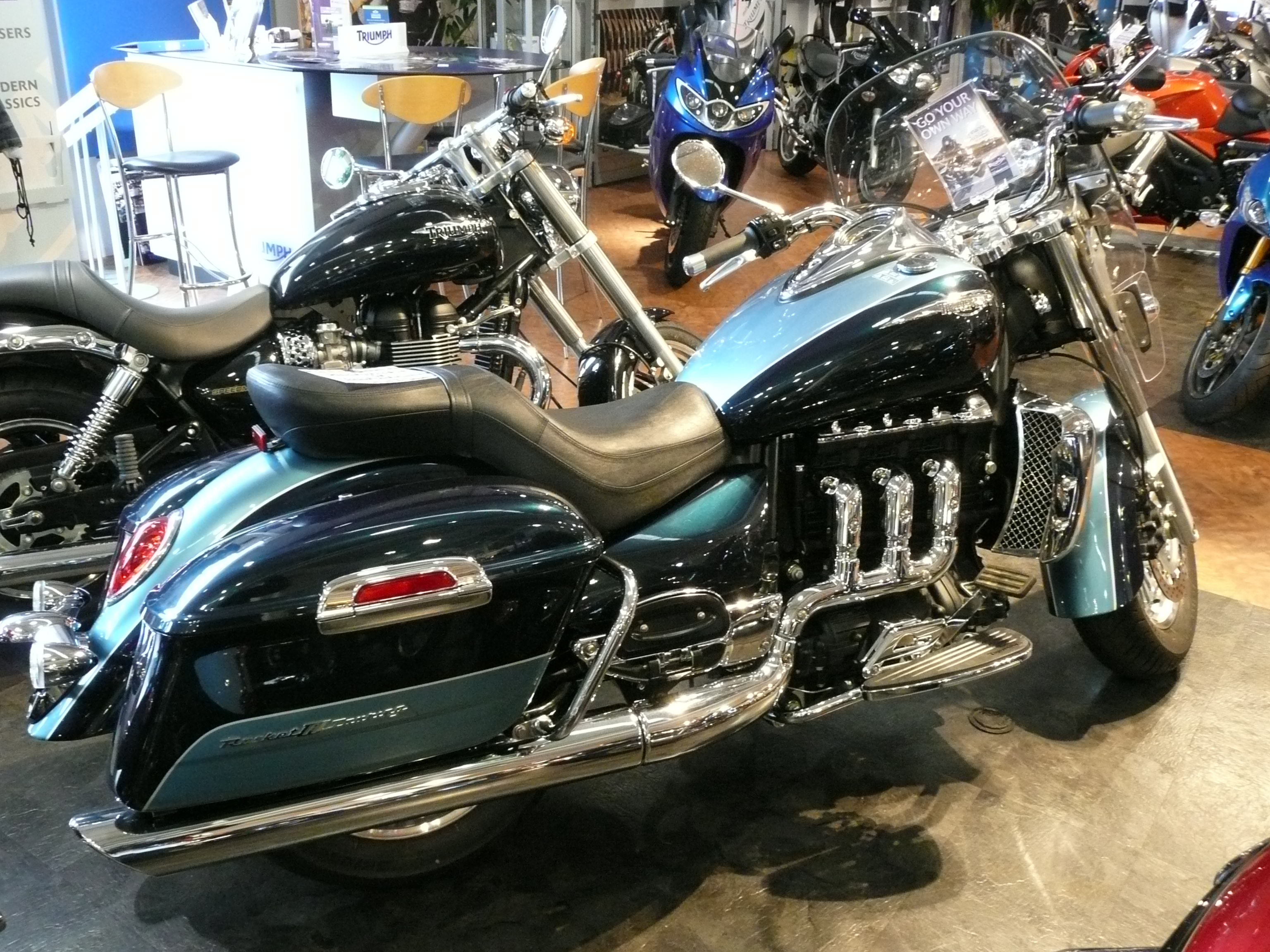
Triumph Rocket III Touring

Triumph zaczął opracowywać wersję Rocket III Touring w lutym 2004. Oprócz nowego projektu ramy stalowej i wahacza model Touring ma większy moment obrotowy przy niższych obrotach – 209 Nm przy 2025 obr./min, ale mniejszą moc maksymalną – 106 KM przy 6000 obr./min. Nowością jest zamontowany na baku prędkościomierz, przełącznik na kierownicy do ustawiania zegarka oraz wskaźnik poziomu paliwa. Pięcioramienne felgi stosowane w modelu Rocket III zostały zastąpione monolitycznymi wycinanymi aluminiowymi felgami, a dla poprawienia sterowności użyto węższej opony tylnej 180/70ZR16. Zamontowano kufry boczne, wyjmowaną szybą przednią oraz tylny amortyzator Kayaba.